# Žeranovice

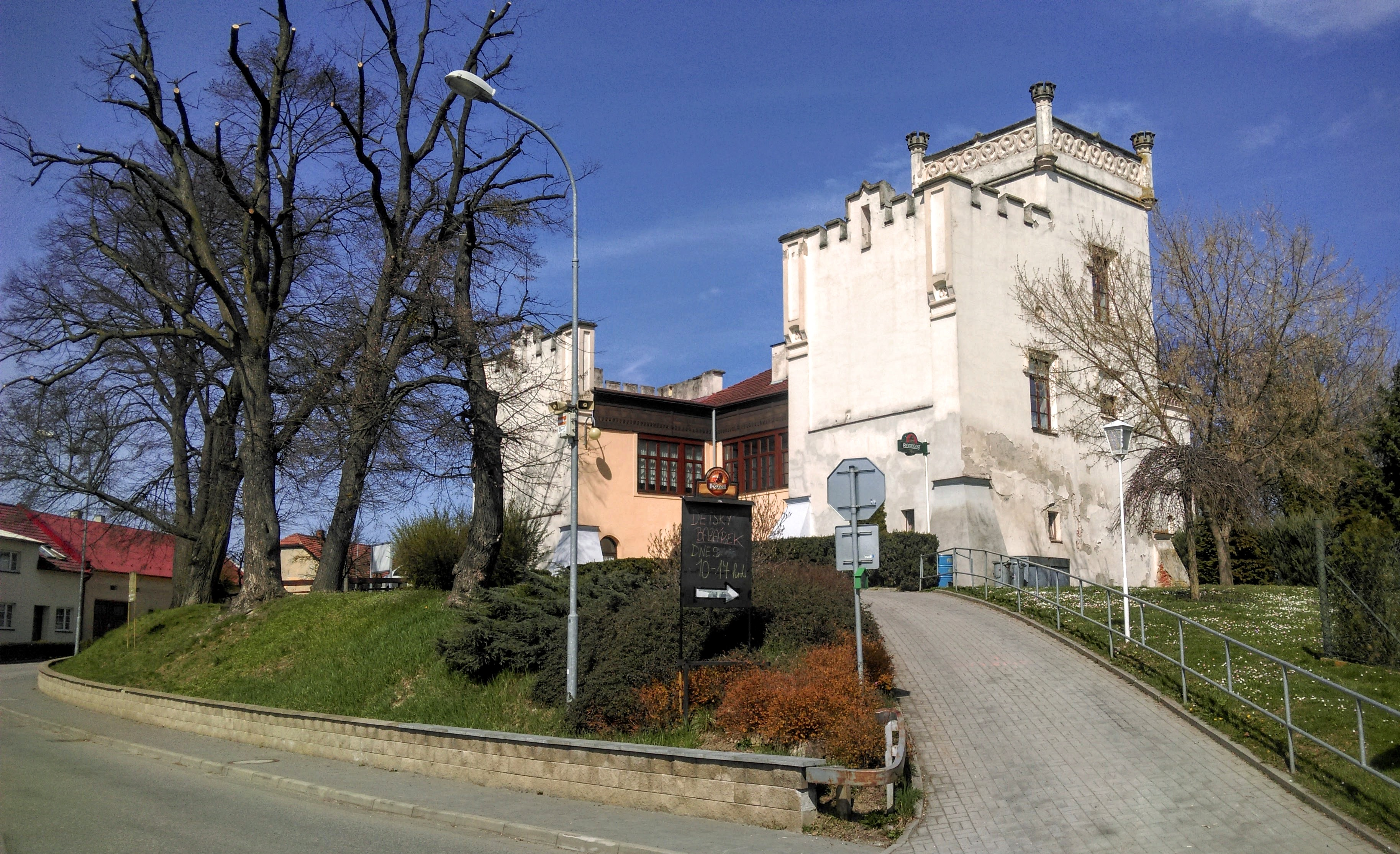
Schloss Žeranovice (2016)

Žeranovice (deutsch Scheranowitz) ist eine Gemeinde im Okres Kroměříž in Tschechien.

## Geographie
Žeranovice befindet sich 8,7 Kilometer von Kroměříž entfernt, bis Zlín sind es nur 2 Kilometer. Die Entfernung zu Brünn beträgt 62 Kilometer. Žeranovice grenzt westlich an Zahnašovice, nordwestlich an Martinice u Holešova, nordöstlich an Horní Lapač und südwestlich an Lechotice im Okres Kroměříž. Im Okres Zlín grenzt Žeranovice an Racková im Südosten sowie an Fryšták im Osten. Durch Žeranovice verlaufen mehrere Landstraßen, die das Dorf an die umliegenden Gemeinden anbinden. Auch drei Bushaltestellen für Žeranovice gibt es. Ein geplanter Abschnitt der Dálnice 49 soll im Norden der Gemeinde verlaufen.
Durch das Gemeindegebiet fließt diagonal die Žeranovka mitsamt ihrem Zufluss Židelná. An der nordwestlichen Grenze des Dorfs verläuft die Ludslávka, die hier auch entspringt. Südlich vom Ortskern befinden sich zwei Seen.

## Geschichte
1297 wurde Žeranovice erstmals urkundlich erwähnt. Am 6. Dezember 1999 erhielt die Gemeinde ihr Wappen.

## Ortsteile
- Žeranovice

## Bevölkerungsentwicklung
| Jahr      | 1869 | 1880 | 1890 | 1900 | 1910 | 1921 | 1930 | 1950 | 1961 | 1970 | 1980 | 1991 | 2001 | 2011 | 2021 |
| --------- | ---- | ---- | ---- | ---- | ---- | ---- | ---- | ---- | ---- | ---- | ---- | ---- | ---- | ---- | ---- |
| Einwohner | 815  | 608  | 601  | 653  | 651  | 631  | 664  | 636  | 763  | 749  | 687  | 676  | 748  | 730  | 800  |

## Sehenswürdigkeiten
- Schloss Žeranovice
- Kirche St. Lorenz
- Kapelle St. Johannes Nepomuk